# Logistikbrigade 200

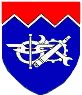
Internes Verbandsabzeichen Stab

Die Logistikbrigade 200 mit Sitz des Stabes in der Kurmainz-Kaserne in Tauberbischofsheim war im Heer der Zukunft (2002–2007) eine von sechs Kampfunterstützungs- bzw. Logistikbrigaden des Heerestruppenkommandos. Die Brigade wurde 2003 aufgestellt und Mitte 2007 außer Dienst gestellt.

## Verbandsabzeichen
Das Verbandsabzeichen (Ärmelabzeichen) der Brigade zeigte zwei gekreuzte Schwerter auf schwarz-rot-blauem Grund im Wappenschild und glich bis auf die Umrandung dem Verbandsabzeichen des Heerestruppenkommandos. Die gekreuzten Schwerter standen für die Heerestruppenteile. Die Farbe schwarz symbolisierte die Pioniertruppe, rot die Artillerie-, Heeresflugabwehr- und die ABC-Abwehrtruppe. Blau stand für die Logistiktruppe. Damit waren die Waffenfarben der unterstellten Truppen im divisionsäquivalenten Heerestruppenkommando im Wappen abgebildet. Alle dem Heerestruppenkommando ehemals unterstellten Brigaden führten ein bis auf die Umrandung identisches Verbandsabzeichen, das meist in der jeweiligen Waffenfarbe umrandet war. Hier war das für die Logistiktruppe blau. Zusätzlich signalisierte eine innen liegende Umrandung in rot, dass die Logistikbrigade die zweite von zwei Logistikbrigaden war. Diese Symbolik der roten Umrandung für die jeweils zweite Brigade war typisch für die heraldische Darstellung der Brigadeabzeichen in den ursprünglichen zwölf Divisionen des Heeres.

## Gliederung
Zur Brigade zählten (u. a. bzw. temporär):
- Stab und Stabskompanie, Tauberbischofsheim
- Transportbataillon 10, Ellwangen
- Logistikbataillon 12 (zunächst Nachschubbataillon 12), Veitshöchheim
- Instandsetzungsbataillon 131 mit Stab, 1. und 2. Kompanie in Bad Frankenhausen, 3. Kompanie in Hohenmölsen sowie 4. und 5. Kompanie in Gotha
- Nachschubbataillon 131, Zeithain
- Nachschubbataillon 132, Zeithain
- Nachschubbataillon 133, nicht aktiv, Zeithain
- Instandsetzungsbataillon 210, Volkach

## Geschichte
Die Brigade wurde am 22. Juli 2003 feierlich in Tauberbischofsheim in Dienst gestellt (offiziell am 1. Juli) und war neben der Logistikbrigade 100 eine der Logistikbrigaden des Heerestruppenkommandos. Zur Aufstellung wurde u. a. das Logistikregiment 10 mit dem unterstellten Transportbataillon 10 und Nachschubbataillon 12 herangezogen; das Regiment wurde aufgelöst. Das Nachschubbataillon 12 wurde in das Logistikbataillon 12 umgegliedert.
Der Außerdienststellungsappell erfolgte am 24. November 2006 in Tauberbischofsheim. Die Auflösung wurde zum 31. Dezember 2006 de facto vollzogen, offiziell zum 30. Juni 2007 zusammen mit der Umgliederung des Heerestruppenkommandos. Das unterstellte Transportbataillon 10 sowie das Logistikbataillon 12 wechselten bereits zum 1. Juli 2005 als Transportbataillon 465 bzw. als Logistikbataillon 467 zur Streitkräftebasis (Logistikregiment 46). Das Nachschubbataillon 131 sowie das Nachschubbataillon 132 wurden zum 30. Juni 2007 aufgelöst.

## Kommandeure
Die letzten Kommandeure waren:
| Nr. | Name                                                                   | Kommandoübernahme | Kommandoübergabe  |
| --- | ---------------------------------------------------------------------- | ----------------- | ----------------- |
| 3   | Oberst Gerd-Christian Schramek (nur Brigadeführer, stellv. Kommandeur) | 1. September 2006 | 31. Dezember 2006 |
| 2   | Brigadegeneral Hans-Erich Antoni                                       | 1. Mai 2005       | 30. August 2006   |
| 1   | Brigadegeneral Hartwig Tarnowski                                       | 1. Juli 2003      | 30. April 2005    |

Koordinaten: 49° 37′ 8″ N, 9° 40′ 37,9″ O